# 代沢せせらぎ公園
代沢せせらぎ公園（だいざわせせらぎこうえん）とは東京都世田谷区代沢4丁目にある都市公園（街区公園）である。代沢せせらぎ公園と北沢川緑道として、世田谷区より「地域風景資産」に指定されている。「せたがや百景」にも選定され、世田谷区と協定を結んだ住民団体が管理を行っている。

## 概要
1991年より「住民参加型公園設計」を経て完成した公共施設であり、公園に隣接した北沢川緑道の両岸には桜並木が立ち並び、地元住民に愛されている。同種の公共施設では全国でも先駆者的な存在となっている。
行政設計案に対して住民が反対し、1991年2月に世田谷区と住民20名で茶話会がスタート、1995年に第1工区の工事が着手され、1997年3月の開園までに28回の話し合いが行われた。
下水道整備に伴い暗渠となった北沢川の上部を緑道として整備し、再生水を活用して1996年にせせらぎがよみがえっている。
公園の地下には下水浄化施設が設置されており、世田谷区を含む地域の下水を処理する東京都下水道局落合水再生センター（東京都新宿区にある下水処理場）からポンプで送られる高度処理水の浄化を行っている。